# Elecciones generales de Montserrat de 2019
Las elecciones generales se realizaron en Montserrat el 18 de noviembre de 2019 para elegir los nueve miembros de la Asamblea Legislativa.

## Sistema electoral
La Asamblea tiene once miembros, de los cuales nueve son elegidos. Los otros dos asientos están ocupados por el fiscal general y el secretario de Finanzas. El territorio es una circunscripción de nueve miembros, y los votantes pueden votar por hasta nueve candidatos en su papeleta electoral bajo una votación de pluralidad en general.

## Resultados
| Partido                            | Partido                                   | Votos  | %    | Escaños | +/–   |
| ---------------------------------- | ----------------------------------------- | ------ | ---- | ------- | ----- |
|                                    | Movimiento por el Cambio y la Prosperidad | 8,511  | 42.7 | 5       | +3    |
|                                    | Movimiento Democrático Popular            | 5,969  | 29.9 | 3       | –4    |
|                                    | Partido Laborista Unido de Montserrat     | 1,227  | 6.2  | 0       | Nuevo |
|                                    | Congreso Nacional de Montserrat           | 828    | 4.2  | 0       | Nuevo |
|                                    | Independientes                            | 3,414  | 17.1 | 1       | +1    |
|                                    | Miembros ex officio                       | –      | –    | 2       | 0     |
| Total                              | Total                                     | 19,949 | 100  | 11      | 0     |
|                                    |                                           |        |      |         |       |
| Votos válidos                      | Votos válidos                             | 2,403  | 99.6 |         |       |
| Votos inválidos y en blanco        | Votos inválidos y en blanco               | 9      | 0.4  |         |       |
| Total                              | Total                                     | 2,412  | 100  |         |       |
| Votantes registrados/participación | Votantes registrados/participación        | 3,858  | 62.5 |         |       |
| Fuente: Caribbean Elections        |                                           |        |      |         |       |